# Ramirezia
Ramirezia is een geslacht van zeeanemonen uit de klasse van de Anthozoa (bloemdieren).

## Soort
- Ramirezia balsae Zamponi, 1980